# Mimika
Mimika – ruchy mięśni twarzy, wyrażające myśli, emocje, przeżycia, nastroje, a także postawy wobec innych ludzi oraz bieżące komentarze do toczącej się komunikacji (szerzej zobacz: komunikacja niewerbalna). W teatrze towarzyszy wypowiadanym słowom jako środek gry aktorskiej. W pantomimie jest najważniejszym obok ruchu środkiem wyrazu.
W badaniach nad mimiką podnoszono następujące kwestie:
- w jakim stopniu jest ona zależna od środowiska – czy ludzie uczą się mimiki, czy raczej są to reakcje wrodzone
- jak dalece zmienne kulturowo są schematy mimiczne
- w jaki sposób, kiedy i jakie komunikaty przekazuje twarz.

Polski dramaturg Wojciech Bogusławski w książce Mimika wydanej w 1812 roku stwierdza, że mimika jest „sztuką naśladowania, przyjemnością i prawdą wszelkich poruszeń ciała ludzkiego wyobrażających rozliczne uczucia i namiętności na duszę jego działające”.

## Czy wyrazy mimiczne są wrodzone, czy wyuczone?
W XIX wieku Karol Darwin interesował się wyrazami mimicznymi (zob. The Expression of the Emotions in Man and Animals). Od tej pory analizowano mimikę przede wszystkim jako sposób wyrażania emocji. Dominowało przekonanie o wrodzonym podłożu wyrazów mimicznych i ich użytecznym charakterze.
Na przykład uważano, że warczenie i szczerzenie zębów było komunikatem społecznym, pierwotnie związanym z submisją i groźbą (tak jak u psów, które łaszą się i warczą jednocześnie). U współczesnych ludzi te zachowania przerodziły się w uśmiech. Gdy dawni ludzie jedli coś niesmacznego, to rzekomo marszczyli nos i wypluwali jedzenie, dlatego te wyrazy mimiczne związane są z uczuciem wstrętu (marszczenie nosa, wydęte wargi, zmrużone oczy). Zdziwienie związane miało być z odruchem orientacyjnym, który polega między innymi na zwiększaniu się wrażliwości zmysłów (obniżenie progów reakcji). Objawia się to podniesieniem brwi, szerokim otwarciem oczu, nastawieniem uszu itp.
Darwin był zdania, że wyrazy mimiczne wykształciły się w toku ewolucji, bowiem były mechanizmami adaptacyjnymi, zwiększały szanse przetrwania. Gdy jeden osobnik zobaczył np. niebezpiecznego drapieżnika, jego wyraz twarzy mógł ostrzec innych przed niebezpieczeństwem. Gdy twarz przybierała wyraz gniewu, był to czytelny komunikat dla słabszych osobników, aby trzymali się teraz z daleka. Wyraz twarzy obrzydzenia ostrzegał: „Bleee, nie jedzcie tego!”.
Dzisiejsze badania potwierdzają przekonanie o biologicznym uwarunkowaniu wyrazów mimicznych podstawowych grup emocji. Są to:
- strach, cierpienie,
- szczęście, miłość, radość,
- zdziwienie,
- gniew, wściekłość, zdecydowanie,

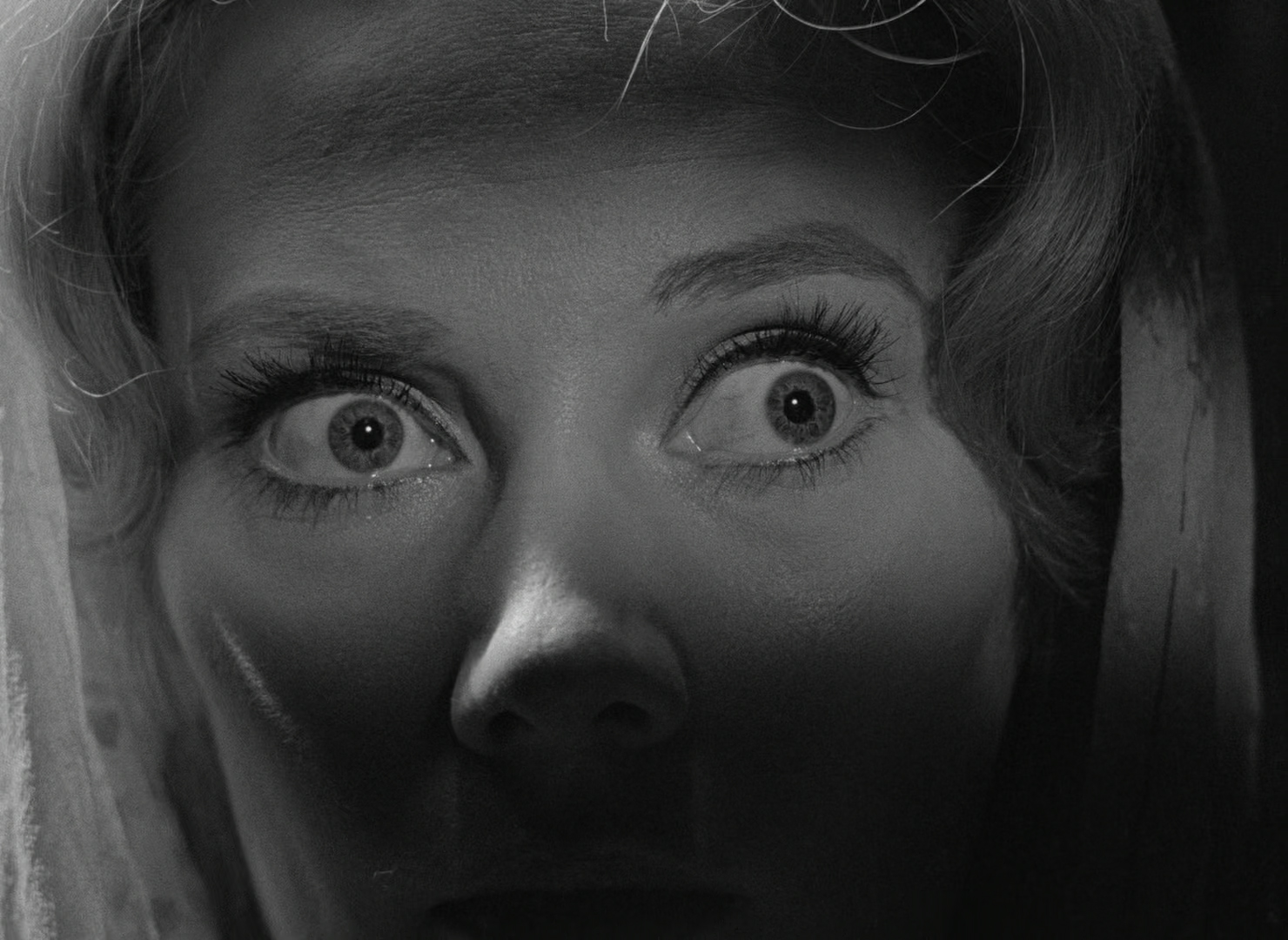
Strach czy zdziwienie?

- niesmak, wstręt, pogarda, lekceważenie,
- smutek,

Wszystkie one są rozpoznawane bezbłędnie przez członków różnych, także niestykających się z sobą kultur. Posiadają odmienne wzorce pobudzenia fizjologicznego, występują również u innych naczelnych, osób niewidomych oraz niemowląt. Wszystko to skłania do twierdzenia o wrodzonym uwarunkowaniu wyrazów mimicznych, związanych z podstawowymi emocjami.
Przyjmuje się w związku z tym, że kultura ma wpływ nie na to, jakie wyrazy mimiczne przyjmujemy, gdy przeżywamy emocje, ale na to kiedy je ujawniamy i jak je kontrolujemy. Na przykład w naszej kulturze mężczyzna nie może publiczne okazywać smutku czy płaczu, kobieta natomiast może. Jednak zarówno u mężczyzn, jak i kobiet wyrazy mimiczne związane ze smutkiem są podobne.

## Twarz i wyrazy mimiczne
Twarz możemy opisywać jako układ części anatomicznych, których wzajemny stosunek i współdziałanie nadaje jej odpowiedni wyraz. Uszkodzenie nerwów, niedowład mięśni, sprężystość skóry, indywidualne różnice w budowie mięśni wyrazowych wpływają na wygląd twarzy. Taki sposób opisu twarzy jest domeną anatomii.
Twarz jest opisywana także jako obszar komunikacji, wyrażający stany wewnętrzne, relacje i informacje społeczne. Taki sposób traktowania mimiki jest domeną psychologii.

### Mięśnie wyrazowe twarzy

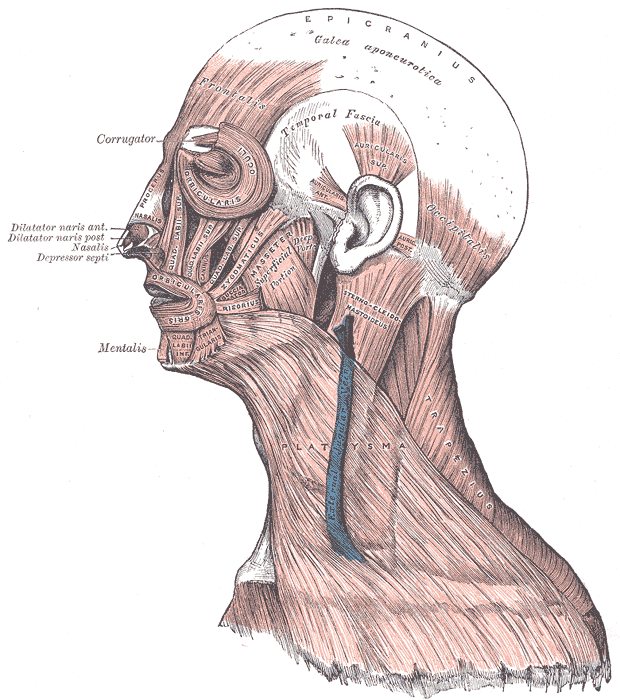
Mięśnie wyrazowe twarzy

Mięśnie wyrazowe twarzy unerwiane są przez nerw twarzowy (VII nerw czaszkowy). Jest to nerw mieszany, zawierający zarówno włókna ruchowe, jak i czuciowe (smak) oraz wydzielnicze związane m.in. gruczołami łzowymi i śliniankami. Ma on swój początek w jądrze początkowym nerwu twarzowego zlokalizowanym w moście. Nerw ten może być aktywizowany zarówno przez ośrodki związane ze świadomą kontrolą – kora ruchowa płata czołowego, jak i przez starsze ewolucyjnie ośrodki, niepodlegające świadomej kontroli. Z nich wyróżnić należy jądra wzgórza zaliczane do układu limbicznego oraz podwzgórze.
Charakterystyczną cechą mięśni wyrazowych jest to, że w większości przypadków przyczepione są one do skóry przynajmniej jednym końcem. W związku z tym tonus tych mięśni (także spoczynkowy) w połączeniu z naturalną dla danego wieku sprężystością skóry nadaje twarzy odpowiedni wygląd.
Anatomicznie wyróżnia się pięć grup mięśni wyrazowych:

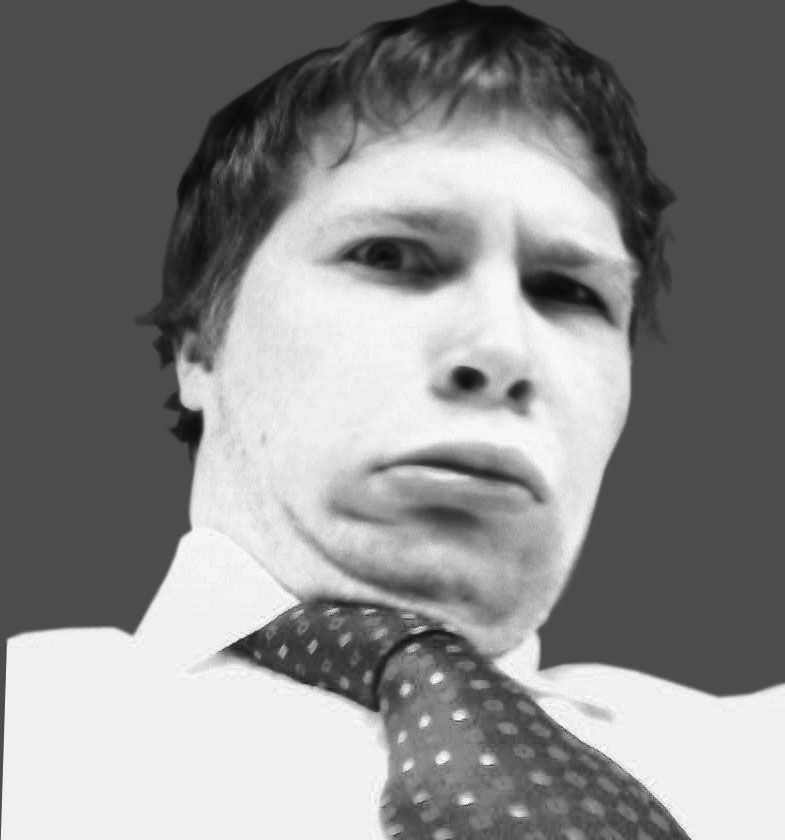
Widać efekt działania kilku mięśni wyrazowych. Fałda między brwiami jest związana ze skurczem mięśnia marszczącego brwi, należącego do mięśni otoczenia oczu. Układ ust związany jest z pracą mięśni należących do grupy otaczającej usta. Kąciki ust wygięte w dół to efekt działania obniżacza kąta ust, wydęcie dolnej wargi to skutek pracy obniżacza wargi dolnej, wydęcie górnej wargi wywołane jest aktywnością mięśnia okrężnego ust

- Mięśnie sklepienia czaszki. Ich wzajemna praca wywołuje podciąganie brwi i górnej powieki ku górze oraz skutkuje pojawieniem się poprzecznych fałd na czole.
- Mięśnie otoczenia szpary ust. Dzieli się je na dwie grupy – mięśnie biegnące wokół ust oraz rozchodzące się od ust promieniście bądź to ku górze bądź ku dołowi. Praca tych mięśni wywołuje m.in. ruchy brody, warg, skrzydełek nosa, pociąganie kątów ust ku górze lub ku dołowi, wydęcie policzków. Ich działanie związane jest z uśmiechaniem się, nadawaniem twarzy wyrazu niesmaku, pogardy, czerwienią warg, pojawieniem się dołków śmiechowych na policzkach, bruzd biegnących od nosa w kierunku kącików warg,
- Mięśnie otoczenia szpary powiek. Ich działanie polega na wywoływaniu mrugania, zaciskaniu powiek, ochronie oka i marszczeniu brwi. Efektem działania tych mięśni jest pojawienie się pionowych zmarszczek pomiędzy brwiami, poprzecznych fałdek u nasady nosa, wygładzenie czoła oraz pojawianie się w kącikach oczu zmarszczek („kurze łapki”).
- Mięśnie otoczenia nozdrzy, których działanie objawia się zwężeniem lub rozszerzeniem skrzydełek nosa.
- Mięśnie małżowiny usznej. Są one dobrze rozwinięte u zwierząt, ale bardzo słabo u człowieka i nie mają większego wpływu na wyraz mimiczny.

Te dwie ostatnie grupy mięśni mimicznych mają stosunkowo niewielki udział w nadawaniu twarzy odpowiedniego wyrazu.
Poza mięśniami wyrazowymi na wygląd twarzy wpływa grupa mięśni żucia, odpowiadających za ruchy żuchwą. Od mięśni wyrazowych różni je to, że zarówno ich przyczep początkowy, jak i końcowy znajdują się na kościach. Ponadto posiadają odmienne unerwienie. Pochodzi ono z nerwu żuchwowego (V3), czyli dolnej gałęzi nerwu trójdzielnego (V nerw czaszkowy). Działanie tych mięśni również może nadawać twarzy odpowiedni wyraz poprzez np. wysunięcie szczęki, zaciśnięcie jej (np. w złości), opuszczenie (np. wtedy, gdy się dziwimy).
Twarz przybiera odpowiedni wyraz nie tylko wraz ze skurczami odpowiednich mięśni, ale także wraz z ich napięciem (tonusem). Zmęczenie i przygnębienie powoduje rozluźnienie lub zwiotczenie mięśni, przez co twarz wydłuża się. Pogodny nastrój wpływa na silniejsze napięcie mięśni twarzy, w wyniku czego np. wargi i policzki podnoszą się ku górze.

### Twarz jako obszar komunikacji
Wyróżnia się siedem regionów twarzy, które kształtują wyraz mimiczny:
1. brwi i czoło (zobacz: mięsień marszczący brwi)
2. oczy (zobacz: spoglądanie)
3. nos
4. górna warga
5. dolna warga i broda
6. szczelina ust
7. żuchwa

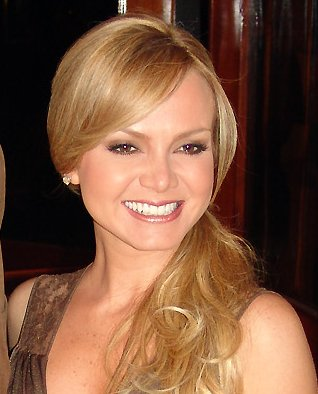
Ten uśmiech nie jest objawem emocji, ale reakcji poznawczej – oczy nie mrużą się w kącikach, brwi pozostały nieruchome, szczęki są zaciśnięte, dolna warga obniżona, reszta ciała odwrócona w inną stronę

Pewne obszary twarzy mogą poruszać się niezależnie od siebie:
- brwi i czoło
- oczy, powieki
- dolna część twarzy (policzki, usta, broda i dół nosa)

Te obszary twarzy decydują o wyrazie mimicznym, a ponieważ mają zdolność niezależnego ruchu, to twarz może wyrażać jednocześnie więcej niż jedną emocję (np. oczy się „gniewają”, a usta wyrażają niesmak). Związane jest to także z unerwieniem mięśni twarzy. Wyrazy mimiczne aktywizowane mogą być zarówno mimowolnie przez ośrodki podkorowe jak przez ośrodki korowe, związane ze świadomym, celowym działaniem, socjalizacją w danej kulturze oraz tworzeniem reakcji społecznie adekwatnych. W związku z tym na twarzy może pojawiać się „walka” między wpływami „natury” i „kultury”. W takich wypadkach oblicze również wyraża więcej niż jedną emocję naraz.
Twarz jest dość łatwa do świadomego kontrolowania i można za jej pomocą świadomie wysyłać komunikaty. Ludzie mogą się uśmiechać, gdy są szczęśliwi, ale także wtedy, gdy chcą na takich wyglądać, myślą, że mogą coś w ten sposób uzyskać lub uważają, że jest to oczekiwane przez innych. W związku z tym niektóre wyrazy mimiczne powstają nie jako objaw emocji, ale jako wynik reakcji poznawczej (zobacz zdjęcie). Pod względem informowania o reakcjach poznawczych bardzo ekspresyjne są brwi:
- całkowicie podniesione – niedowierzanie
- podniesione do połowy – zdziwienie

- stan normalny – bez komentarza
- obniżone do połowy – zakłopotanie

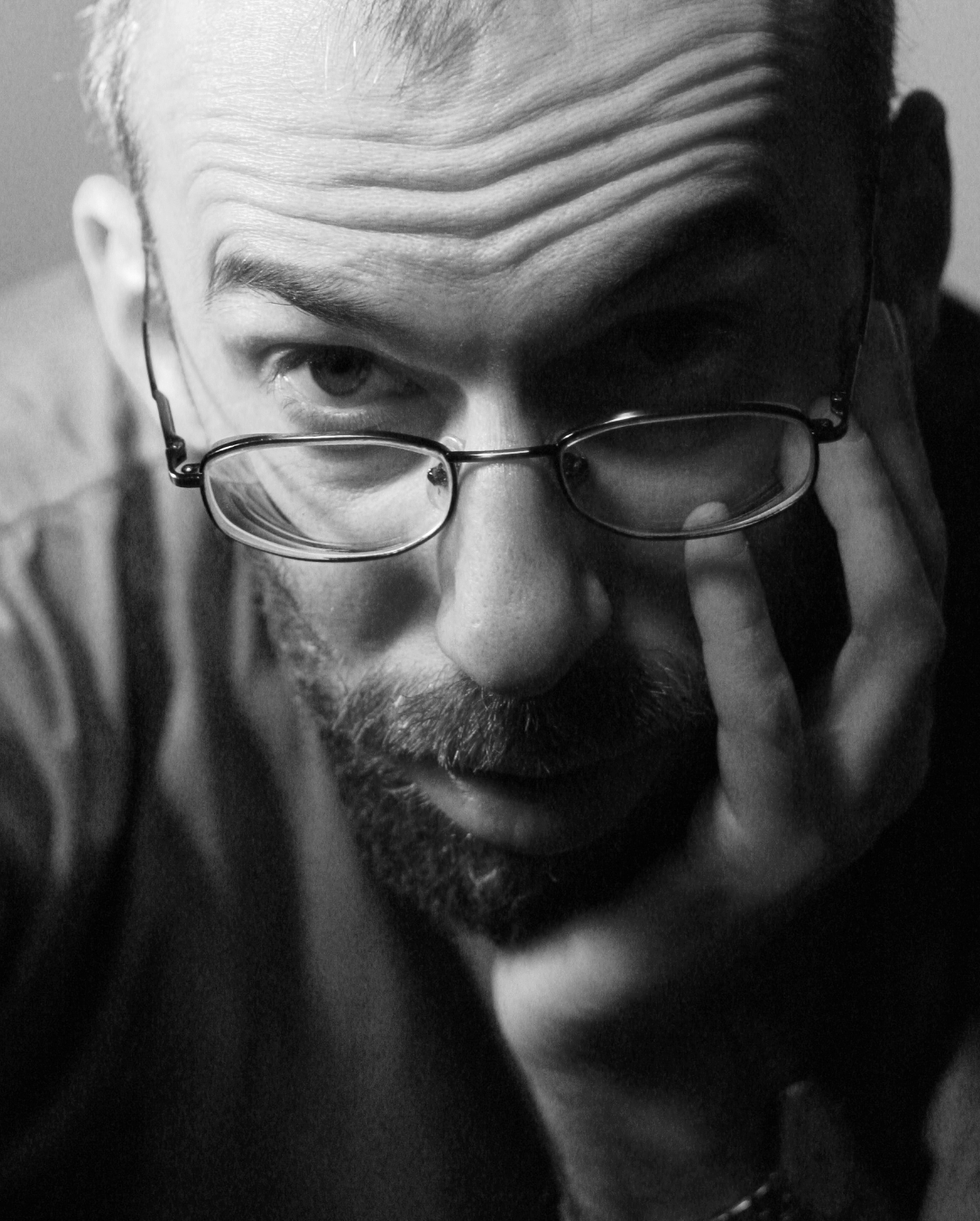
Podniesienie brwi to częsta oznaka wątpliwości, niedowierzania. Mięśnie ściągające brwi ku dołowi Darwin nazywał „mięśniami problemu”, aktywują się one zarówno przy rozwiązywaniu łamigłówek, jak i podnoszeniu ciężkiego przedmiotu, a także podczas koncentracji.

- całkowicie obniżone – niezadowolenie, złość[3]

Drugim obszarem twarzy, który niesie wiele informacji o zmieniającym się nastroju i reakcjach danej osoby są usta. Podniesienie kącików ust świadczy o zadowoleniu, opuszczenie o niezadowoleniu (zobacz też: mięśnie jarzmowe). Na przykład jednym z objawów depresji są opuszczone kąciki ust (oraz opuszczone zewnętrzne kąciki oczu). Reakcje mięśni jarzmowych, badane przy pomocy EMG, wykorzystuje się np. w mierzeniu postaw. Nasilona aktywność tego mięśnia świadczy o przychylnej postawie, nawet jeśli badany świadomie nie zdaje sobie z tego sprawy.
Często pojawiające się stany emocjonalne – nastroje (np. zadowolenie, irytacja, przygnębienie, zmęczenie, zainteresowanie) wpływać mogą na wygląd – tworzenie się zmarszczek wokół ust i oczu, pomiędzy brwiami i na czole (zobacz zdjęcie obok). Kształt twarzy i jej budowa, zwłaszcza okolice ust i szczęk, po części uzależnione mogą być od tak zwanych frustracji oralnych – silnych przeżyć w pierwszym roku życia człowieka (szerzej zobacz: faza oralna, charakter oralny).

## Wyrazy mimiczne jako komunikaty
Ludzie przyjmują różne wyrazy twarzy także wtedy, gdy nikt na nich nie patrzy (np. w kinie). Oznacza to, że mimika wyraża emocje – mimika jest w takich sytuacjach mniej ekspresyjna i szybciej się zmienia, a wyrazy mimiczne są krótkotrwałe, liczy się je w sekundach lub ułamkach sekund. Wyrażają one nasze rzeczywiste stany emocjonalne. Takie mikroekspresje pojawiają się także w trakcie interakcji, są niezamierzone i mogą ujawnić prawdziwe stany wewnętrzne, nawet jeśli dana osoba chce je ukryć. Mikroekspresje mogą trwać krócej niż czas niezbędny do ich świadomego zarejestrowania przez obserwatora, czyli poniżej progu spostrzegania (który wynosi ok. 0,4 s). W takich przypadkach spostrzegane są podprogowo.
Mimo to badania sugerują, że wyrazy mimiczne są przede wszystkim komunikatami społecznymi. Przybierają one na sile, jeśli jesteśmy przekonani, że inni ludzie mogą nas zobaczyć. Na przykład inne wyrazy mimiczne pojawiają się w ciemnym kinie wtedy, gdy jesteśmy sami, a inne, gdy sądzimy, że jeszcze ktoś prócz nas ogląda film. Gracze w kręgle zwykle nie wyrażają swoich emocji kręglom, ale dopiero wtedy, gdy odwrócą się do towarzyszy. Ponadto wyraz twarzy przeważnie wywołuje w toku konwersacji reakcje werbalne i niewerbalne rozmówców.
Obecnie przyjmuje się więc, że wyrazy mimiczne są przeważnie zamierzonymi komunikatami społecznymi, ale odzwierciedlają także prawdziwe stany emocjonalne. Obrazowo można powiedzieć, że wyraz mimiczny jest raczej miną niż maską. Oznacza to, że mimika najczęściej wyraża prawdziwe stany emocjonalne (ewentualnie w sposób przerysowany) rzadko jest całkowicie udawanym i nieadekwatnym do stanu wewnętrznego grymasem. Szerzej zobacz: autoprezentacja.

### Klasyfikacja wyrazów mimicznych
Istnieją tysiące wyrazów mimicznych. Dzisiaj wiemy, że jest ich więcej niż pojedynczych słów, za pomocą których je określamy. Jest tak dlatego, że emocje (i w związku z tym odpowiednie wyrazy mimiczne) różnią się intensywnością, czasem trwania, autentycznością, możliwością kontrolowania itd. Oznacza to, że każda podstawowa emocja ma nie jeden, ale całą gamę różnych, charakterystycznych dla niej wyrazów mimicznych. Dodatkowo ludzie przeżywają często mieszaninę różnych uczuć (np. złość, satysfakcja i lęk, irytacja i poczucie winy, radość i wstyd etc.), co prowadzi do jeszcze większego zróżnicowania mimiki, odzwierciedlającej wszystkie te niuanse. Język nie jest w stanie ująć wszystkich tych subtelności w pojedynczych słowach.
Wiele wyrazów twarzy nie ma nic wspólnego z emocjami. Część wyrazów mimicznych pełni funkcję podobną do gestu – emblematu. Mają znaczenie tylko w danej kulturze (na przykład mrugnięcie jednym okiem, szybkie poruszenie kilka razy jedną brwią, wydęcie ust tak jak do pocałunku).
Część ekspresji mimicznych to sygnały towarzyszące mowie. Możemy na przykład twarzą wyrazić znak zapytania (uniesienie obu brwi) lub wykrzyknik.
Wyrazy mimiczne możemy także podzielić ze względu na to, czy są one intencjonalne czy też mimowolne:
- Mimowolne, spontaniczne wyrazy twarzy są wytworem ewolucji i wiążą się z przeżywaniem emocji (są to na przykład mikroekspresje). Te wyrazy twarzy podobne są u wszystkich ludzi bez względu na wiek, status społeczny, pochodzenie, płeć, kulturę itp.
- Zautomatyzowane wyrazy mimiczne, które dawniej były świadome. Dzieci uczą się pewne wyrazy mimiczne ukrywać lub zniekształcać, słysząc np. „Nie rób takiej miny”, „Co to za spojrzenie”, „Podnieś głowę do góry” itp. W ten sposób człowiek uczy się pewnych reguł, które określają jak wolno wyrażać emocje. Owe nawyki zostają szybko zautomatyzowane i modulują wyraz mimiczny bez udziału świadomości. Nawyki te bardzo trudno jest przełamać. Na przykład dziecko może powiedzieć: „Tatusiu, nie mogę się przestać uśmiechać”.
  - Niektóre wyrazy mimiczne są tak zwanymi ruchami manipulacyjnymi: wciągnięcie warg, poruszanie nosem, przygryzanie wargi, zaciskanie powiek. Tego typu ekspresje również lokują się pomiędzy dowolnymi i mimowolnymi wyrazami mimicznymi.
- Dowolne ekspresje mimiczne. Są to świadomie cenzurowane wyrazy twarzy, modyfikowane w celu wywierania odpowiedniego wrażenia (zobacz też: autoprezentacja).

### Mimika a kłamstwo
- W toku socjalizacji ludzie uczą się kontrolować swoje wyrazy mimiczne i większość robi to dobrze. W związku z tym możliwe jest udawanie pewnych emocji. Jednak nawet przy pełnej kontroli własnej mimiki, „prawdziwy” stan emocjonalny jest ujawniany przez inne komunikaty niewerbalne, trudniejsze do świadomej kontroli, takie jak postawa ciała, odruch źreniczny, zachowania przestrzenne, dystanse personalne itp. Ponadto, pierwsza reakcja twarzy, która może być później zamaskowana przybraniem np. świadomego uśmiechu jest zwykle szczera.

- Wyrazy mimiczne szybko się zmieniają w toku konwersacji, toteż „przylepiony” uśmiech, który gości na twarzy przez cały czas rozmowy czy maskowata twarz zwykle nie odzwierciedlają rzeczywistego stanu emocjonalnego i często wzbudzają nieufność. Znakomita większość szczerych wyrazów mimicznych trwa nie dłużej niż dziesięć sekund.

- Ekspresje mimiczne, które odzwierciedlają prawdziwe stany emocjonalne, bardzo rzadko przybierają charakter ekstremalny. Dlatego bardzo silnie zaciśnięte szczęki, zmarszczone i maksymalnie opuszczone brwi, „chłodny wzrok”, zaciśnięte usta są raczej próbą wywarcia wrażenia gniewu niż odzwierciedleniem emocji o maksymalnym natężeniu, zwłaszcza jeśli nie korespondują z innymi komunikatami niewerbalnymi – np. dłonie nie są zaciśnięte w pięści, nogi nie są usztywnione, ciało nie jest pochylone do przodu, głowa trzyma się prosto, kark jest rozluźniony itp.

- Ośrodki podkorowe w mózgu, związane są z rzeczywistym przeżywaniem emocji (międzymózgowie i układ limbiczny) są zbudowane symetrycznie. Dlatego wyraz twarzy związany z aktywnością tych części mózgu jest symetryczny (np. obie połowy twarzy gniewają się w równym stopniu). Wyraz mimiczny przybierany świadomie, kierowany jest przez ośrodki korowe (korę mózgową). A ponieważ półkule mózgu są wyraźnie zlateralizowane – jedna z nich jest zwykle wyraźnie dominująca – to świadomie przybierane wyrazy twarzy są bardziej niesymetryczne.

- Można wyróżnić na twarzy „mięśnie szczerości”, które są zaangażowane w autentyczny wyraz mimiczny, lecz którymi bardzo niewiele osób potrafi poruszać świadomie. W związku z tym udawane emocje nie będą aktywować tych mięśni. Na przykład w szczerym uśmiechu koniuszki brwi delikatnie obniżają się, uśmiech nieszczery nie angażuje oczu lub podnosi jedynie dolną powiekę. Tylko 10% ludzi potrafi intencjonalnie opuścić koniuszki ust bez poruszania brodą. W związku z tym ruch ten powinien się pojawić w autentycznie przeżywanej złości i smutku. Także jedynie co dziesiąta osoba potrafi dowolnie ściągnąć ku sobie brwi i podnieść wewnętrzne ich końce ku górze. Ruch ten pojawia się, gdy przeżywamy smutek. Wiarygodnym objawem złości jest zwężenie warg, bez wciągania ich ku sobie ani wyraźnego ściskania. Także bardzo niewiele osób potrafi świadomie poruszyć w ten sposób wargami.

## Wyrazy mimiczne jako źródło emocji
Wyrazy mimiczne są objawem przeżywania emocji i pojawienia się reakcji poznawczych. Okazuje się jednak, że samo przybranie jakiegoś wyrazu mimicznego wpływa na pojawianie się emocji. Przeprowadzono w tym zakresie interesujące badania:
Eksperyment pierwszyBadacze prosili studentów, aby oceniali na dziesięciopunktowej skali zabawność rysunków lub dowcipów. Podczas tego zadania wszyscy mieli trzymać ołówki w buzi, lecz połowa zębami (tak że ich usta rozszerzały się – mięśnie jarzmowe „informowały”, że usta się uśmiechają) lub tylko ustami (szczęki i usta były zaciśnięte). Grupa z ołówkiem w zębach oceniała rysunki jako śmieszniejsze.
Eksperyment drugiW innym eksperymencie badacze określili, jakie mięśnie twarzy biorą udział w wyrażaniu podstawowych sześciu emocji. Następnie prosili badanych, aby napinali te mięśnie tak, aby twarz przybrała wyraz charakterystyczny dla przeżywania tej emocji. Jednocześnie badano fizjologiczne reakcje organizmu, które są odmienne dla różnych uczuć. Okazało się, fizjologiczne zmiany w organizmie „podążają” (a więc mogą być wywołane) jedynie poprzez przybranie odpowiedniego wyrazu twarzy. Wykryto również związek między odpowiednimi ruchami oczu a pojawianiem się w umyśle badanych pewnych wyobrażeń wzrokowych i słuchowych oraz fantazji (szerzej zobacz: spoglądanie).
Mimika jest istotnym składnikiem przeżywania stanów emocjonalnych (obok pobudzenia fizjologicznego i odpowiedniego zrozumienia zaistniałej sytuacji). Zgodnie z teorią mimicznego sprzężenia zwrotnego mięśnie wyrazowe wysyłają informacje do mózgu, który pilnie „obserwuje” twarz dzięki czemu jest nam łatwiej zinterpretować doświadczane stany uczuciowe. Teoretyczne interpretacje tego zjawiska oraz opis psychologicznych mechanizmów, które odpowiedzialne są za związek wyrazu twarzy z przeżywaniem emocji, zobacz: teoria autopercepcji i dwuczynnikowa teoria emocji. Twarz „nawykowo” niezadowolona może powodować generalne obniżenie nastroju, podobnie jak uśmiechnięcie się zwykle poprawia nastrój.